# Paul Rodgers
 (décembre 2022).
Si vous disposez d'ouvrages ou d'articles de référence ou si vous connaissez des sites web de qualité traitant du thème abordé ici, merci de compléter l'article en donnant les références utiles à sa vérifiabilité et en les liant à la section « Notes et références ».
Pour les articles homonymes, voir Rodgers.
Paul Bernard Rodgers né le 17 décembre 1949, à Middlesbrough au Royaume-Uni est un musicien britannique, chanteur, guitariste et pianiste. 
On reconnaît facilement sa voix bluesy et rauque. Il est principalement connu pour avoir été membre des groupes Free, Bad Company et The Firm, qu'il a formé avec Jimmy Page. Il a aussi fait partie du groupe Queen + Paul Rodgers.

## Biographie
Il a débuté en tant que bassiste au sein du groupe The Roadrunners, qui jouait dans sa ville natale de Middlesbrough. Après avoir déménagé à Londres, le groupe a changé son nom pour The Wildflowers. Les autres membres du groupe incluaient Micky Moody à la guitare (futur membre de Whitesnake) et le bassiste Bruce Thomas (qui a plus tard joué aux côtés d'Elvis Costello & The Attractions). 

### Free
Formé à Londres en 1968, Free comprend outre Paul Rodgers au chant et à la guitare, le guitariste Paul Kossoff (né à Hampstead le 14 septembre 1950), le bassiste et pianiste Andy Fraser (né à Paddington le 3 juillet 1952) et le batteur Simon Kirke (né le 28 juillet 1949) à Lambeth. Une suggestion du guitariste blues Alexis Korner leur donne le nom du groupe. 
Ils sortent leur premier album Tons of Sobs en 1969 sur le label Island, suivi la même année de l'album éponyme, puis en 1970 de Fire and Water, qui renferme le succès All Right Now, classé numéro 1 en Grande-Bretagne et numéro 2 aux États-Unis. Toujours en 1970, Paul Rodgers et Andy Fraser s'offrent une pause de Free et participent à un album d'Alexis Korner, Both sides : Live & Studio Recordings ; si Paul ne participe qu'à trois chansons, Andy lui joue sur toute la face un du disque. Par la suite, ces mêmes pièces réapparaîtront sur plusieurs compilations d'Alexis Korner, au fil des années. 
Paul Rodgers est de retour avec Free pour leur quatrième album, Highway qui fera pâle figure dans les charts (il se retrouve en 41e position dans les charts britanniques et ne va pas plus loin que la 190e place aux États-Unis). En 1971, tant à cause des différends entre le chanteur Paul Rodgers et le bassiste Andy Fraser que des problèmes de drogue du guitariste Paul Kossoff, le groupe se sépare. Entretemps, le label sort l'album Free Live! en 1971 : si celui-ci fait bonne figure en Angleterre puisqu'il se retrouve à la position numéro 4 des ventes, il ne se classe pas mieux qu'en 89e place en Amérique. Durant cette période, Paul Kossof et Simon Kirke forment un nouveau groupe avec le bassiste japonais Tetsu Yamauchi et le pianiste John Bundrick. Ils se nomment Kossoff, Kirke, Tetsu & Rabbit et sortent un album éponyme en 1972. Puis Free se reforme l'année suivante et publie l'album Free at Last. Pourtant les problèmes de drogue - (Mandrax) - de Kossoff amènent les autres membres de la formation à créditer les nouvelles chansons au nom du groupe au complet dans un geste symbolique et en 1973 paraît ce qui sera le dernier album de Free, Heartbreaker avec une toute nouvelle formation. En effet, pour pallier l'absence du bassiste Andy Fraser qui vient de quitter, on demande alors à Tetsu Yamauchi de combler le poste. Le pianiste John Rabbitt Bundrick se joint aussi au groupe. On y retrouve l'ex-guitariste de Stray Dog, W.G. Snuffy Walden, à la guitare rythmique ainsi que le percussionniste ghanéen Rebop Kwaku Baah de Traffic. Mais ce qui frappe surtout, c'est le fait que Paul Kossoff ne joue que sur 5 des 8 chansons de l'album, les autres pistes de guitares solo sont jouées par Paul Rodgers, en plus de la guitare rythmique et du piano électrique. 
Lors de la dernière tournée du groupe en Amérique en 1973, Paul Kossof est remplacé par l'ex-Osibisa Wendell Richardson à la guitare solo. Puis le groupe se sépare et Paul Rodgers ainsi que le batteur Simon Kirke forment Bad Company avec le bassiste Boz Burrell ex-King Crimson et le guitariste Mick Ralphs ex-Mott The Hoople. Le bassiste Andy Fraser lui forme Sharks avec le chanteur Snips, le guitariste Chris Spedding et le batteur Marty Simon et il les quitte après leur premier album First Water. Il monte alors le Andy Fraser Band avec le claviériste Nick Judd et le batteur Kim Turner. Ils sortent deux albums, Andy Fraser Band et In your eyes tous les deux en 1975. De son côté le guitariste Paul Kossoff sort un premier album solo en 1973, Back Street Crawler, puis accompagne John Martyn en tournée en 1975 et forme le groupe Back Street Crawler du titre de son album solo. Deux disques sont alors produits, The band plays on en 1975 et 2nd street en 1976. Le 19 mars 1976 lors d'un vol qui l'amenait de Los Angeles à New-York, le guitariste décède d'une crise cardiaque à la suite de ses problèmes de dépendance à la drogue.

### Bad Company
Paul Rodgers et Simon Kirke, les deux rescapés de Free forment ainsi Bad Company avec le bassiste Boz Burrell, un ancien de King Crimson et le guitariste Mick Ralphs, qui jouait auparavant avec Mott The Hoople. Signés sur le nouveau label de Led Zeppelin Swan Song, Bad Company publient leur tout premier album éponyme en 1974, lequel contient leur hit Can't get enough ainsi qu'une reprise de Mott The Hoople sur leur album All the young dudes composée par Mick Ralphs, Ready for love. On retrouve aussi sur cet album, un autre ex-King Crimson en la personne de Mel Collins au saxophone, musicien de sessions qui a souvent accompagné Boz Burrell sur divers albums dont le groupe Snape avec le batteur Ian Wallace et le guitariste Alexis Korner. 
Le deuxième album de Bad Company sort en 1975 et contient la ballade Feel like making love ainsi que la pièce Good lovin' Gone Bad, il sera numéro 3 dans les charts britanniques et américains, il sera certifié or par la Recording Industry Association of America un mois après sa sortie. Il sera suivi en 1976 par le troisième album du groupe, Run with the pack qui sera numéro 4 en Grande-Bretagne et numéro 5 aux États-Unis. Il se vendra à plus de trois millions de copies de cet album en Amérique. Le saxophoniste Mel Collins fait un retour au saxophone et à la flûte pour leur quatrième album, Burnin' Sky qui sort en 1977. Trois autres albums suivront, Desolation angels en 1979, Rough diamonds en 1982 et la compilation 10 From 6 en 1985 avant que le groupe ne se sépare. Paul Rodgers forme alors The Firm avec l'ex-Led Zeppelin Jimmy Page en 1984.

### The Firm
Après la séparation de Bad Company, Paul Rodgers forme le groupe The Firm avec l'ex-guitariste de Led Zeppelin Jimmy Page, l'ex-batteur du Manfred Mann's Earth Band et Uriah Heep Chris Slade et le bassiste de Roy Harper, Tony Franklin. La particularité de ce bassiste est qu'il joue de la basse fretless, ce qui donne un son unique aux chansons du groupe. Dès le départ, Paul Rodgers et Jimmy Page se mettent d'accord pour éviter de jouer des chansons de Bad Company et Led Zeppelin, tant sur disque qu'en concert, ils se sont plutôt concentrés sur leur matériel original ainsi que sur leurs albums solos. Un premier album éponyme est publié en 1985, sur lequel on retrouve une reprise d'un succès des Righteous Brothers, You've Lost That Lovin' Feeling, une composition de Phil Spector, Barry Mann et Cynthia Weil, ainsi que le succès Radioactive écrit par Paul Rodgers. Les autres chansons sont des compositions de Paul Rodgers et Jimmy Page, en solo ou en duo. Parmi les musiciens invités pour ce premier album, on note la présence d'un quatuor de cuivres pour la pièce Closer, ainsi que trois choristes dont Sam Brown sur deux chansons Midnight Moonlight et You've lost that loving feeling. Après une tournée qui les amènent en Europe et aux États-Unis en 1985, le groupe publie un deuxième album Mean Business qui sort la même année. Ce deuxième album renferme la pièce All the king's horses de Paul Rodgers ainsi que la première pièce de Tony Franklin, Dreaming. Ce dernier, en plus de la basse fretless joue aussi les claviers et le synthétiseur alors que Chris Slade fait les chœurs en plus de la batterie et des percussions. Puis le groupe se sépare. Jimmy Page et Paul Rodgers retournent à leur travail en solo, Tony Franklin monte Blue Murder avec le guitariste John Sykes alors que Chris Slade se joint à AC/DC.

### Willie & The Poor Boys
Entretemps, Rodgers et Page participent à l'album Willie & The Poor Boys de Bill Wyman et Charlie Watts, enregistré en novembre 1984 et janvier 1985 et publié en avril 1985. Rodgers et Page jouent sur deux chansons de l'album, These Arms of Mine de Otis Redding et Slippin' and Slidin d'Albert Collins, Eddie Bocage, James Smith et Richard Penniman. Les musiciens ayant collaboré à cet album sont, à la guitare, Andy Fairweather-Low et Mickey Gee, Bill Wyman à la basse et Charlie Watts à la batterie.

### The Law
En 1991, Paul forme le groupe The Law avec Kenney Jones ex-batteur des Small Faces avec Steve Marriott et des Faces avec Rod Stewart, à la suite d'une rencontre entre les deux musiciens dans un night-club à Londres. Le guitariste Jim Barber joue la guitare solo. Parmi les autres musiciens ayant participé on retrouve David Gilmour, Chris Rea et Bryan Adams à la guitare, Pino Palladino à la basse, Joe Lala aux percussions et The Memphis Horns aux cuivres. Ils n'ont publiés qu'un seul album.

### Queen & Paul Rodgers
En 2005, Paul Rodgers et les membres restants de Queen, Brian May et Roger Taylor, s'associent pour une tournée sous le nom de Queen + Paul Rodgers qui les voit se produire dans le monde entier. Le groupe n'en est pas à sa première collaboration avec d'autres artistes, s'étant produit plusieurs fois après le décès de Freddie Mercury avec d'autres chanteurs sous le nom de Queen +..., notamment Elton John et George Michael. Paul Rodgers n'est pas le remplaçant officiel de Freddie Mercury, mais sa collaboration est mise à égal avec les autres membres du groupe. Cette formation est donc une nouvelle entité distincte du Queen originel, Paul Rodgers se produisant avec le groupe en tant qu'invité permanent. La tournée, intitulée Return of the Champions, voit le groupe reprendre les chansons de Queen ainsi que les grands classiques de Paul Rodgers, All Right Now, Feel Like Makin Love, Can't Get Enough, Wishing Well. Le groupe sort un DVD live et prend le chemin des studios pour sortir un nouvel album intitulé The Cosmos Rocks qui est paru le 14 septembre 2008. Cet album a été accompagné d'une tournée mondiale qui est passée par la France au Palais omnisports de Paris-Bercy le 24 septembre 2008. 
La voix de Paul Rodgers, plus bluesy et rauque que celle de Freddie Mercury, ainsi que ses réinterprétations des classiques du groupe ont divisé les critiques. En mars 2009, il quitte Queen pour reformer Bad Company qu'il avait quitté en 1984.

### Bad Company reformé
En 2010, Paul Rodgers reforme Bad Company avec les deux membres originaux, Mick Ralphs et Simon Kirke, ainsi que le guitariste Howard Leese anciennement de Heart et Lynn Sorensen à la basse, qui a joué auparavant avec Paul Rodgers en solo, sur les albums Live In Glasgow en 2007 et Live At Udo Music Festival en 2008 et tous deux disponibles en DVD. 
Le groupe ainsi reconstitué a enregistré le concert qu'il a donné au Hard Rock Cafe et publié en 2010 sous le titre Hard Rock Live. Il inclut tous leurs grands succès et une chanson intitulée Gone, Gone, Gone dédiée au bassiste original du groupe, Boz Burrell décédé en Espagne le 21 septembre 2006. Poursuivant sur sa lancée, le groupe enregistre alors un concert au Wembley Arena sous le titre Live In The UK - 11th April 2010, Wembley Arena et est disponible sous forme de coffret trois CD. Puis en 2011 sort un autre album live enregistré lui aussi au Wembley Arena et sortit en 2011, Live at Wembley. Aussi disponible, le coffret trois CD 40th Anniversary Tour publié en 2013.

### Free Spirit
Le 28 mai 2017, Paul Rodgers monte sur la scène du Royal Albert Hall pour rendre hommage à son premier groupe important, Free, en donnant un concert unique dans lequel il a interprété tous leurs hits, seize chansons tirées de leur catalogue, de Fire And Water à Wishing Well, de Ride On A Pony à The Stealer, de Travelin’ In Style à Mr. Big et All Right Now, accompagné des musiciens Pete Bullick à la guitare, Gerard G Louis aux claviers, Ian Rowley à la basse et le batteur Rich Newman. Free Spirit – Celebrating The Music Of Free Live At The Royal Albert Hall est disponible en CD/LP/DVD/BLU-RAY depuis le 22 juin 2018.

## Discographie

### Solo
Albums Studios
- Cut Loose (1983)
- Muddy Water Blues : A Tribute to Muddy Waters (1993) - Avec Brian May, David Gilmour, Jeff Beck, Trevor Rabin, etc. Produit par Billy Sherwood.
- Now (1997)
- Electric (2000)
- The Royal Sessions (2014)

Albums Live
- Live: The Loreley Tapes - (1996)
- Now and Live - (1997) Compilation d'enregistrements en concert. 2 CD
- Extended Versions - (2006)
- Live In Glasgow (en) -  (2007) - Disponible sous forme de CD ainsi que de DVD.
- Live At Hammermith Apollo - (2009) - Avec Deborah Bonham, la sœur de John Bonham, et Mick Ralphs.
- Live 2011 - Manchester Apollo 21-04-2011 (2011)
- Paul Rodgers and Friends: Live at Montreux - (2011) - Enregistré en 1994, CD & DVD.
- Live 2011 - Blackpool Opera House 15-04-2011 - (2011)
- Live 2011 - Birmingham NIA 28-04-2011 - (2011) Coffret 3 CD.
- Free Spirit – Celebrating The Music Of Free Live At The Royal Albert Hall (2018) - CD + DVD

Albums Compilations
- The Chronicle (1994) - Album enregistré avec des musiciens de sessions sur lequel il reprend des chansons de Free, Bad Company et Jimi Hendrix Purple Haze et Little Wing, ainsi qu'une chanson de Willie Dixon, I Just Want To Make Love To You. Produit par Billy Sherwood. Distribué au Japon exclusivement.
- The Very Best Of Free & Bad Company Featuring Paul Rodgers - (2010) Album contenant des chansons de Free et Bad Company.

EP
- The Hendrix Set - (1993) - EP Live

DVD
- Live in Glasgow - (2007)
- Live At Udo Music Festival - (2008)
- Live In Glasgow / Live At Montreux 1994 / Live At Wembley - Special Edition - 3DVD

### Free
Albums Studios
- Tons of Sobs (1968)
- Free (1969)
- Fire and Water (1970)
- Highway (1970)
- Free at Last (1972)
- Heartbreaker (1973)

Albums Live
- Free Live! (1971)
- Live at the BBC (2006)
- Live 1970 (2013)
- BBC Sessions 1968-1971 (2014)

Albums Compilations
- The Free Story (1973)
- Best Of Free (1974)
- Completely Free (1982)
- The Best of Free (All Right now) (1991)
- Molten Gold: The Anthology (1993) - Double Album
- The Vinyl Collection (2016) - Renferme 7 albums vinyls Incluant Free Live.

### Bad Company
Albums Studios
- Bad Company (1974)
- Straight Shooter (1975)
- Run With the Pack (1976)
- Burnin' Sky (1977)
- Desolation Angels (1979)
- Rough Diamonds (1982)

Albums Live
- The best of Bad Company Live (1993)
- In Concert : Merchants of Cool - CD/DVD 2002
- Live in Albuquerque 1976 (2006)
- Hard Rock Live (2010) - Coffret 3 CD
- Live In The UK 11th April 2010, Wembley Arena - Coffret 3 CD Édition limitée.
- Live at Wembley (2011)
- 40th Anniversary Tour (2013) - Lors de leur 40e anniversaire, le groupe sort cet album de 3 CD, incluant un rockumentaire enregistré préalablement à la radio, et vendu lors des concerts de la tournée.
- Live in Concert 1977 & 1979 (2016)

Albums Compilations
- 10 From 6 (1985)
- The Original Bad Company Anthology (1999)
- The Hits (2008)
- Original Album Series (2014) Boîtier renfermant les 5 premiers albums du groupe distribué en Europe exclusivement.
- Rock 'N' Roll Fantasy: The Very Best of Bad Company (2015)

DVD
- In Concert - Merchants Of Cool (2002)
- Inside Bad Company 1974-1982 DVD (2005)
- Live At Wembley (2010)
- Hard Rock Live (2010) - CD + DVD
- Bad Company – The Band. The Music. The Story. 40th Anniversary Documentary (2013) - Coffret incluant le DVD, un livre de 132 pages avec l'historique complet du groupe et des photos plastifiées rares. En édition limitée.

### The Firm
Albums studios
- The Firm (1985)
- Mean Business (1986)

Album Promotionnel
- The Firm Talks Business (1986) - Album d'entrevues avec Paul Rodgers et Jimmy Page.

Album pirate
- European Tour 1984 (Date de sortie inconnue) - 2 CD
- Jimmy Page's Firm Royal Darkness (1991) - Enregistré à Montréal durant la tournée de 1985.

Vidéos
- The Firm Live at Hammersmith 1984 (1984) (Édition limitée)
- Five From the Firm (1986)

### Willie & The Poor Boys
Singles
- These arms of mine/Poor boy boogie/Baby please don't go (1985) - Jimmy Page et Paul Rodgers sur These arms of mine.
- Baby please don't go/These arms of mine/You never can tell/Revenue Man (White Lightening) Maxi Single (1985)
- These arms of mine/Poor boy boogie (1985)
- These arms of mine (1985) - Single à une face seulement.
- Revenue Man (White Lightning)/These arms of mine (1985) - Page et Rodgers sur la face B.

Albums
- Willie And The Poor Boys (1985) - Jimmy Page et Paul Rodgers sur deux chansons, These Arms of Mine de Otis Redding et Slippin' and Slidin' d'Albert Collins, Eddie Bocage, James Smith et Richard Penniman.
- Rock "n' Roll Is Made Of This (1992) - Enregistré en concert en 1985.
- Poor Boy Boogie (The Willie And The Poor Boys Anthology) (2006) - Compilation
- The Complete Willie And The Poor Boys (2015) - Compilation

### The Law
- The Law (1991)

### Queen & Paul Rodgers
Album Studio
- The Cosmos Rocks (2008)

Albums Live
- Europe Live (2005) CD
- Return of the Champions (2005) 1 DVD + 2 CD
- Tour EPK (2005) - DVD
- Super Live in Japan (2006) - 2 DVD
- The A–Z of Queen, Volume 1 (2007) - 1 CD + DVD - Disponible uniquement chez Mal-Mart (!) et avec Amazon.com.
- The Cosmos Rocks Tour, Cardiff (2008) - CD ROM
- The Cosmos Rocks Tour, Birmingham NIA (2008) - CD ROM
- Live in Ukraine - (2009) - 1 DVD + 2 CD

Album promotionnel
- The Cosmos Rocks Album Special (2008) - Album d'entrevues sans aucune chanson.

### Collaborations
- Both sides : Live & Studio Recordings d'Alexis Korner - (1970) - Chant sur Mighty Mighty, chœurs sur Wild Injun Woman composée par Andy Fraser et  I See It, avec Andy Fraser de Free à la basse sur 7 des 9 pièces de l'album.
- Bootleg Him d'Alexis Korner - (1972) - Chant sur Mighty-Mighty Spade & Whitey avec Andy Fraser. Robert Plant est aussi présent sur cet album.
- 1989 : Single : Rock Aid Armenia -  Smoke on the water '90 (Radio Mix)/Smoke on the water  - Artistes Variés : Avec Bryan Adams, Ian Gillan, Bruce Dickinson au chant, Geoff Beauchamp, Keith Emerson, Geoff Downes, Jon Lord aux claviers, Brian May, David Gilmour, Ritchie Blackmore, Alex Lifeson à la guitare, Chris Squire, John Paul Jones à la basse et Roger Taylor. à la batterie.
- 1990 : Rock Aid Armenia / Various  –  The Earthquake Album : Artistes Variés - Inclut le single Smoke on the water.
- And...1961-1972 d'Alexis Korner - (1992) - Paul Rodgers et Andy Fraser sur Mighty Mighty Spade And Whitey.
- Some Kind Of Wonderful/Too Broke To Spend The Night de Buddy Guy Featuring Paul Rodgers - (1993) - Single Marché Européen.
- Blues Unlimited - Best of Alexis Korner d'Alexis Korner - (1996) Paul et Andy sur Mighty Mighty Spade And Whitey.
- Anthology 1967-1982 Musically Rich...And Famous d'Alexis Korner - (1998) - Paul et Andy sur Mighty Mighty Spade And Whitey, Andy à la basse sur I see it et You Don't Miss Your Water.
- kornerstoned – the alexis korner anthology 1954-1983 d'Alexis Korner (2006) Paul et Andy sur la pièce Mighty-Mighty Spade & Whitey.
- Secret weapon de Howard Leese - Paul au chant sur Heal The Broken Hearted - Avec aussi Keith Emerson et Joe Lynn Turner.

### Album Hommage
- 2009 : We Will Remember Them avec Michael Bolton, Robin Gibb, Paul Rodgers, Paul Carrack, Lee Mead, Hayley Westenra, Mica Paris, Natasha Hamilton, Liz McClarnon, Carol Decker - Paul chante sur We Will Remember Them, Your Love Lives On et You Hurt As Much As You Love Someone.